# Trente (Italie)
Pour les articles homonymes, voir Trente.
Trente (en italien : Trento, en allemand : Trient) est une ville italienne d'environ 120 000 habitants, chef-lieu de la province autonome de Trente et de la région du Trentin-Haut-Adige, dans les Alpes, au nord-est de l'Italie.
- L'adjectif « tridentin » se réfère non seulement à la ville de Trente, mais aussi au concile qui s'y tint de 1545 à 1563. Ce concile avait été convoqué par le pape Paul III le 22 mai 1542, pour faire face à la Réforme protestante, notamment à travers la réaffirmation de dogmes catholiques et à la proclamation de canons.
- L'adjectif « trentin », dérivé de la ville, a donné son nom à la région.

Trente est Ville alpine de l'année 2004.

## Toponymie
Trente (l'antique Tridentum) a été rapproché des *Tridentum gaulois, devenus les noms de lieux Trans en France, dont Trans (Mayenne, Trende 692 ; Tredentum 832 ; Tridentem [vocabulo] IXe siècle ; Treant 989).
Pour les Trans français et suisse, les mots gaulois tri « trois » (cf. breton tri « trois », gaulois tritios « troisième ») suivi d'un élément hypothétique *dant « sommet » ont été proposés, c'est-à-dire *tridant d'où le sens global de « trois sommets » (qui a pu désigner en Gaule de simples buttes). Cette explication repose sur les formes plus anciennes du type [de] Tredente en 692. Cependant, il faut nécessairement postuler une attraction du latin dentem, accusatif de dēns « dent ». La même source suggère une autre explication par le gaulois tardif [?] treide « pied » attesté dans le glossaire de Vienne, correspondant du vieux breton treit « pieds » (breton troad « pied »). En tout cas, il est possible de reconnaître l'affixe -ent- répandu par ailleurs et que l'on identifie dans les Nogent (type Novientum) et Drevant (Derventum en 1217) dont le premier élément est gaulois.
Il s'agit peut-être aussi d’une simple coïncidence, la toponymie régionale n'étant pas celtique, c'est-pourquoi le toponyme pourrait être d'origine rhétique, langue mal connue, mais certainement pas indo-européenne.

## Géographie
Trente est située dans la vallée de l'Adige, à 55 km de Bolzane et à 100 km au nord de Vérone. Elle est entourée de montagnes.

### Hameaux
- Hameaux de la montagne Monte Bondone : Baselga del Bondone, Cadine, Candriai, Norge, Sardagna, Sopramonte, Vaneze, Vason, Vigolo Baselga
- Hameaux au nord de Trente : Canova, Gardolo, Ghiaie di Gardolo, Lamar, Roncafort, San Lazzaro di Meano, Spini di Gardolo, Vela
- Hameaux au sud de Trente : Belvedere di Ravina, Mattarello, Ravina, Romagnano, Valsorda
- Hameaux de la montagne Monta Marzola : Celva, Grotta di Villazzano, Mesiano, Oltrecastello, Passo Cimirlo, Ponte Alto, Povo (Panté, Salé, Sprè), San Rocco, Villazzano
- Hameaux de la montagne Monta Calisio : Camparta, Cognola, Cortesano, Gardolo di Mezzo, Gazzadina, Maderno, Martignano, Maso Bolleri, Meano, Moià, Montevaccino, San Donà, San Vito, Tavernaro, Vigo Meano, Villamontagna, Zell

À noter que pratiquement la moitié de la population de Trente vit dans les différents hameaux.

### Communes limitrophes
Les communes limitrophes sont  Albiano, Aldeno, Altopiano della Vigolana, Besenello, Cavedine, Cimone, Civezzano, Garniga Terme, Giovo, Lavis, Madruzzo, Pergine Valsugana, Vallelaghi et villa Lagarina.

## Communications
Au bord de l'autoroute A22-E45 qui relie l'Italie (Vérone) au nord de l'Europe (Innsbruck et Munich). Une ligne de chemin de fer dessert aussi cet axe de communication traversant les Alpes au col du Brenner.

## Histoire

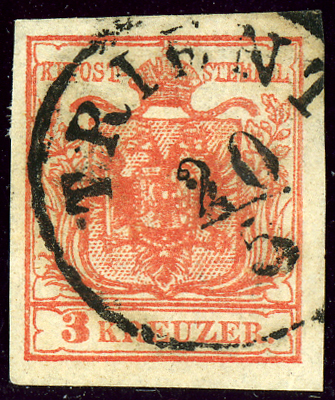
Timbre de l'Empire autrichien, émission de 1850, oblitéré à TRIENT.

La ville, dont le nom latin est Tridentum, fut développée par les Romains. De 1027 à 1803, la ville est la capitale de la principauté épiscopale de Trente. 
En 1475, le meurtre d'un petit enfant attise les accusations de meurtre rituel contre les Juifs de la ville lors de l'affaire Simon de Trente qui se solde par des mises à mort, la confiscation des biens juifs et par un culte du martyre de l'enfant pendant des siècles, qui ne prend prend fin qu'en 1965.
Mais la ville tire également sa célébrité du concile qui s'y tint de 1545 à 1563 dans le presbytère de la cathédrale Saint-Vigile. Celui-ci fut convoqué pour répondre aux menaces du protestantisme sur l'Église catholique. Il en découla le mouvement de la Contre-Réforme.
Le 6 janvier 1801, la ville est prise par les troupes françaises de l'armée des Grisons. Jusqu'en 1918, la ville autonome (au nom bilingue de TRIENT - TRENTO après 1867) fait partie de l'empire d'Autriche, puis de l'Autriche-Hongrie (Cisleithanie après le compromis de 1867), chef-lieu du district de même nom, l'un des 21 Bezirkshauptmannschaften dans la province de Tyrol.
Le Congrès antimaçonnique de Trente y eut lieu en 1896.
La ville intégrera le royaume d'Italie après la Première Guerre mondiale.

## Administration
| Période                                  | Période  | Identité             | Étiquette   | Qualité |
| ---------------------------------------- | -------- | -------------------- | ----------- | ------- |
| 1945                                     | 1946     | Gigino Battisti      | PSI         |         |
| 1946                                     | 1948     | Tullio Odorizzi      | DC          |         |
| 1948                                     | 1951     | Dino Ziglio          | DC          |         |
| 1951                                     | 1983     | Nilo Piccoli         | DC          |         |
| 1969                                     | 1974     | Edo Benedetti        | DC          |         |
| 1975                                     | 1983     | Giorgio Tononi       | DC          |         |
| 1983                                     | 1990     | Adriano Goio         | DC          |         |
| 1990                                     | 1998     | Lorenzo Dellai       | PPI         |         |
| 1998                                     | 2008     | Alberto Pacher       | DS          |         |
| 2008                                     | 2009     | Alessandro Andreatta | DS          |         |
| 2009                                     | 2015     | Alessandro Andreatta | DS          |         |
| 2015                                     | 2020     | Alessandro Andreatta | DS          |         |
| 2020                                     | En cours | Franco Ianeselli     | indépendant |         |
| Les données manquantes sont à compléter. |          |                      |             |         |

### Subdivisions administratives

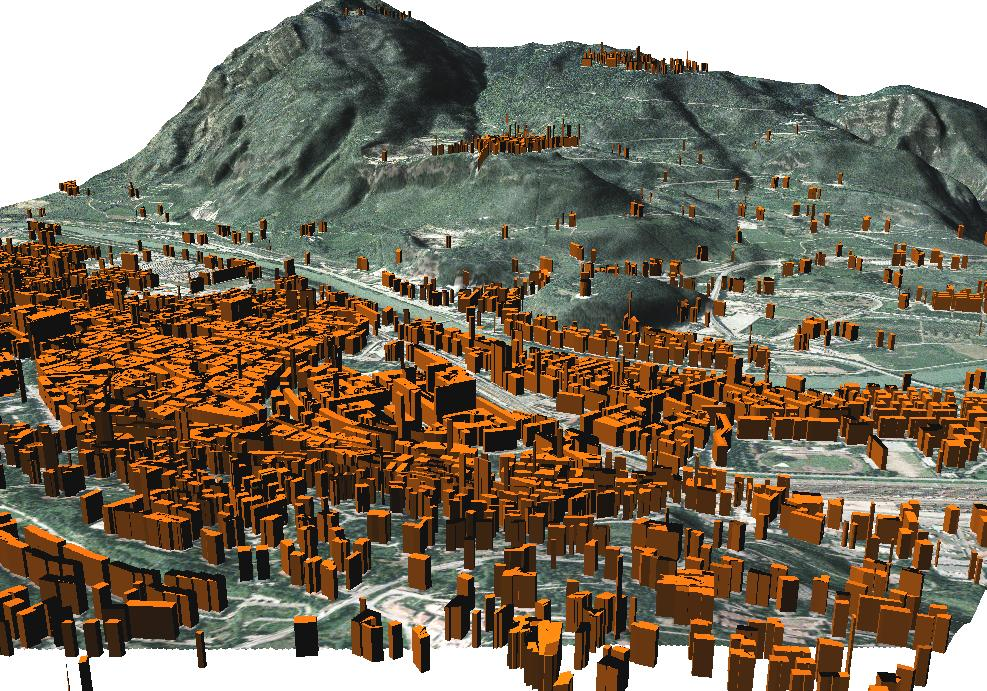
Panorama numérique de Trente.

La commune de Trente est divisée en 12 circonscriptions administratives :
- Centro Storico-Piedicastello (19 383 habitants), elle est formée des quartiers du centre historique (Androne, Contrada Todesca, San Pietro, Duomo, Sass, etc.), Piedicastello, Cristo Re, San Martino, Solteri-Centochiavi, Vela, Cervara et Spalliera (numéros impairs) ;
- Oltrefersina (18 303 habitants), elle est formée des quartiers Bolghera, Clarina, S. Bartolomeo, Madonna Bianca, Man, Villazzano Tre, Casteller ;
- San Giuseppe-Santa Chiara (17 544 habitants), elle est formée des quartiers San Giuseppe, Santa Chiara, San Croce, Laste, Cervara (numéros pairs), Santa Maria ;
- Gardolo (12 968 habitants), elle est formée des faubourgs de Gardolo, Melta, Roncafort, Canova, Spini, Ghiaie ;
- Argentario (12 086 habitants), elle est formée des faubourgs de Cognola, Martignano, Maso Bolleri, Montevaccino, Tavernaro, Villamontagna, Moià, San Donà, San Vito ;
- Mattarello (6 018 habitants), elle est formée des faubourgs de Mattarello et Valsorda ;
- Povo (5 394 habitants), elle est formée des faubourgs de Povo (Sprè, Panté, Salé), Oltrecastello, Passo Cimirlo, Gabbiolo, Mesiano ;
- Ravina-Romagnano (4 974 habitants), elle est formée des faubourgs de Ravina, Romagnano, Belvedere ;
- Villazzano (4 885 habitants), elle est formée des faubourgs de Villazzano, Grotta, San Rocco, Malga Maranza, Refuge Bindesi ;
- Bondone (4 575 habitants), elle est formée des faubourgs de Sopramonte, Cadine, Vigolo Baselga, Baselga del Bondone, Candriai (une partie), Vaneze (une partie), Norge, Vason, Piana delle Viote ;
- Meano (4 432 habitants), elle est formée des faubourgs de Meano, Vigo Meano, Cortesano, Gazzadina, San Lazzaro, Gardolo di Mezzo ;
- Sardagna (1 106 habitants), elle est formée des faubourgs de Sardagna, Candriai, Pra della Fava et Vaneze (une partie).

## Économie
La ville abrite une usine de fabrication de pneumatiques du groupe français Michelin.

## Culture
Le château du Bon-Conseil, ou Castello del Buonconsiglio, est situé au cœur de la ville. C'était à l'origine un bâtiment fortifié édifié au XIIIe siècle et dénommé le « Castelvecchio » (le vieux château). Il jouxtait une enceinte entourant la cité de Trente. Le monument appartenait aux évêques de Trente. Il fut agrandi au XIVe siècle avec une entrée de style gothique. Par la suite il fut remanié pour devenir une résidence princière avec loggia. Au XVIe siècle, le cardinal Bernhard von Cles en fit sa nouvelle résidence sous le nom de Palazzo Magno (le grand palais). Le château resta le siège des évêques de Trente jusqu'en 1803. Ensuite, l'armée autrichienne en prit possession comme caserne militaire. En 1920, lors du retour de Trente à l'Italie, le château fut transformé en musée national.
La ville dispose du musée de l'Aéronautique Gianni Caproni, où sont notamment exposées des œuvres du mouvement de l'aéropeinture, comme Mistero aereo, peinte par Fillia au début des années 1930.

## Églises
- Basilica di Santa Maria Maggiore (dans laquelle se déroula le Concile de Trente, de 1545 à 1563)
- Chiesa del Santissimo Sacramento
- Chiesa di San Lorenzo
- Chiesa di San Francesco Saverio
- Chiesa di Santa Maria del Suffragio
- Chiesa di San Pietro
- Chiesa di Cristo Re
- Chiesa di Sant' Apollinare
- Chiesa di Sacro Cuore

## Galerie

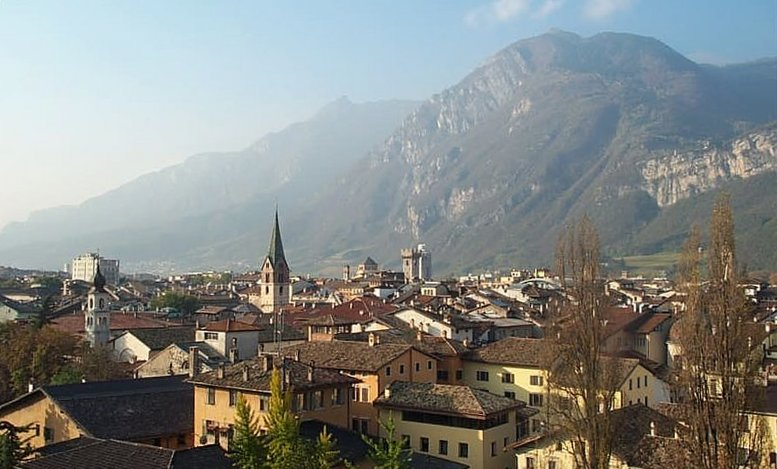
Panorama.
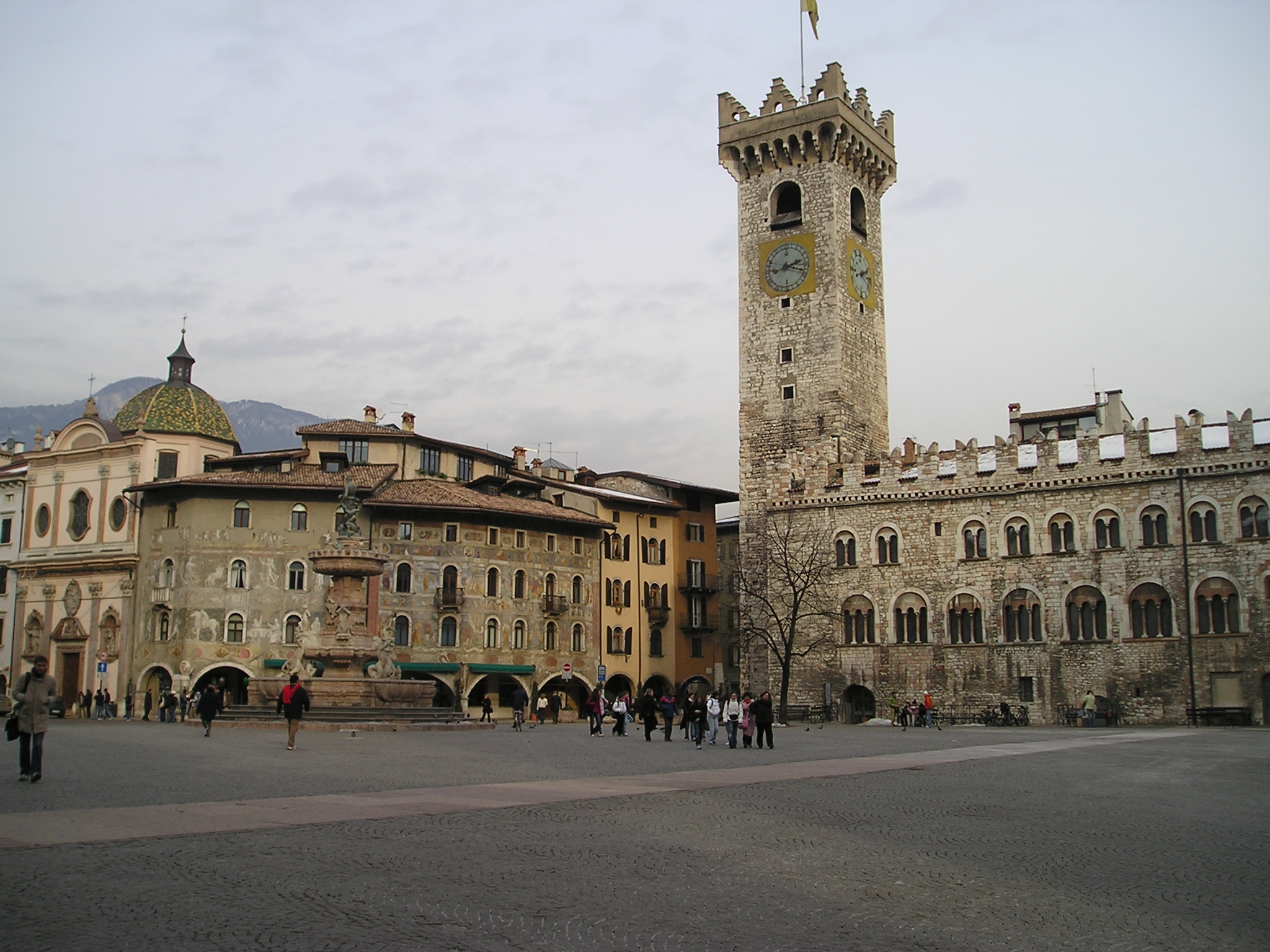
Piazza Duomo.
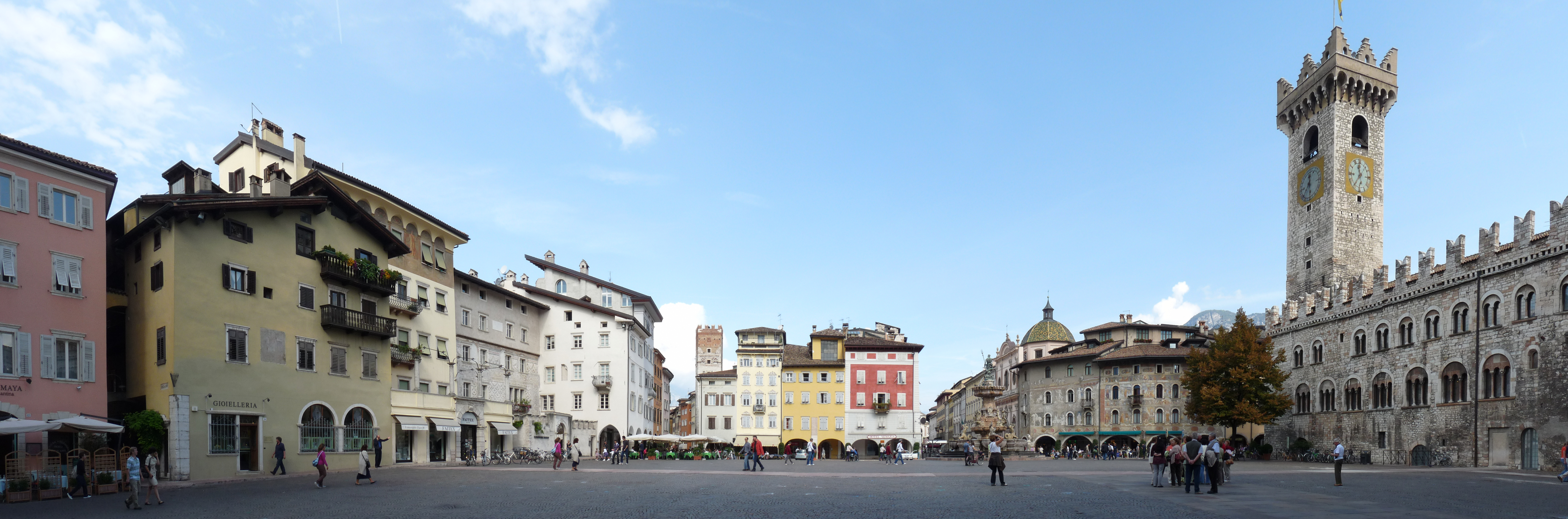
Piazza Duomo.
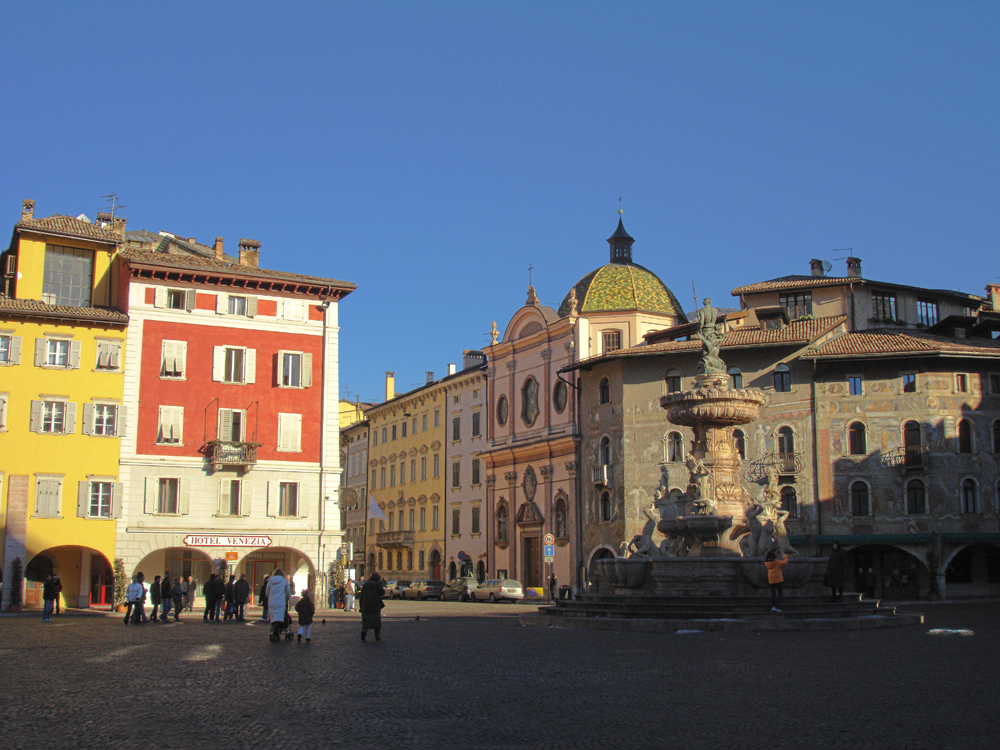
Centre-ville.
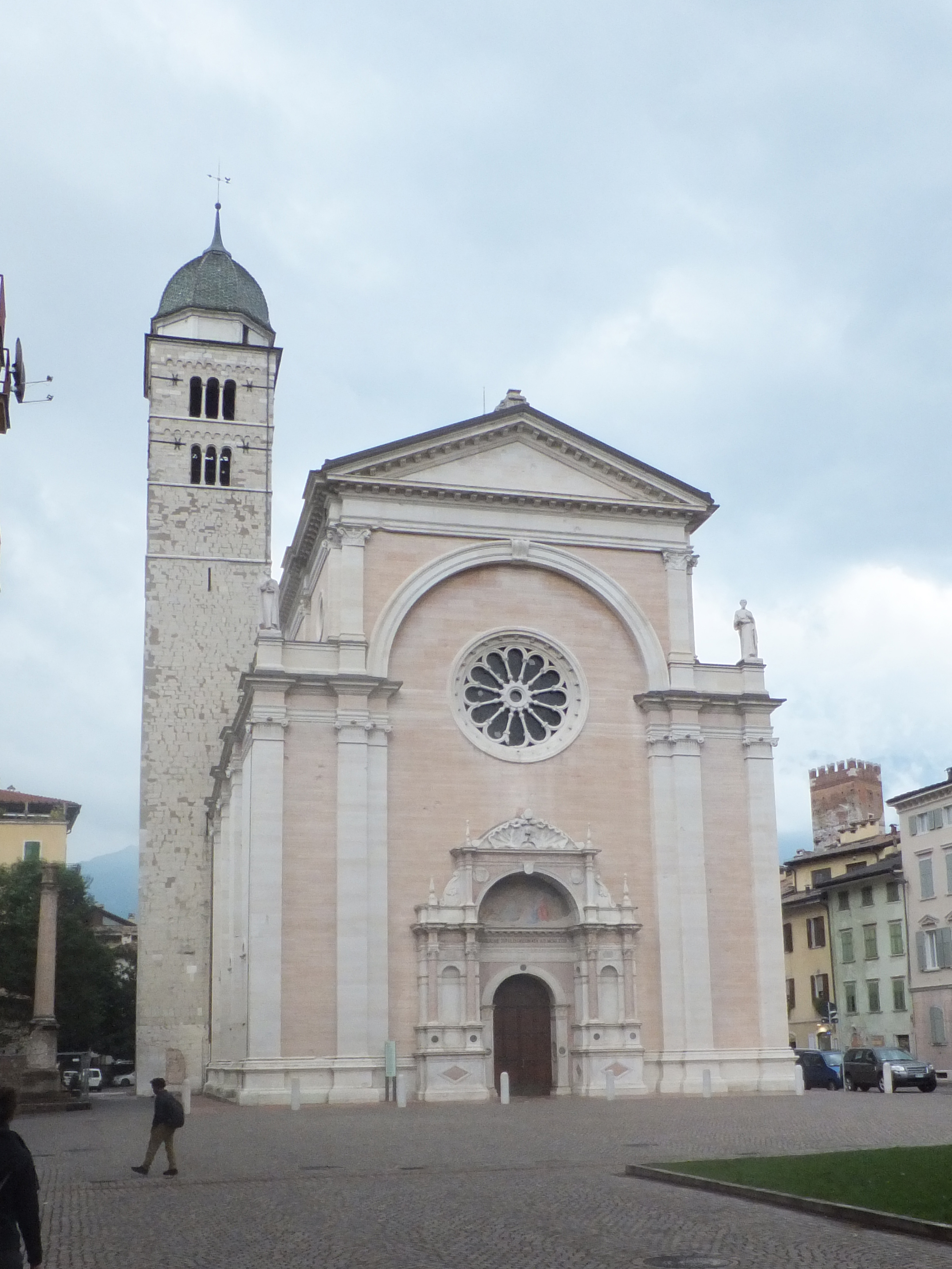
Église Santa Maria Maggiore.
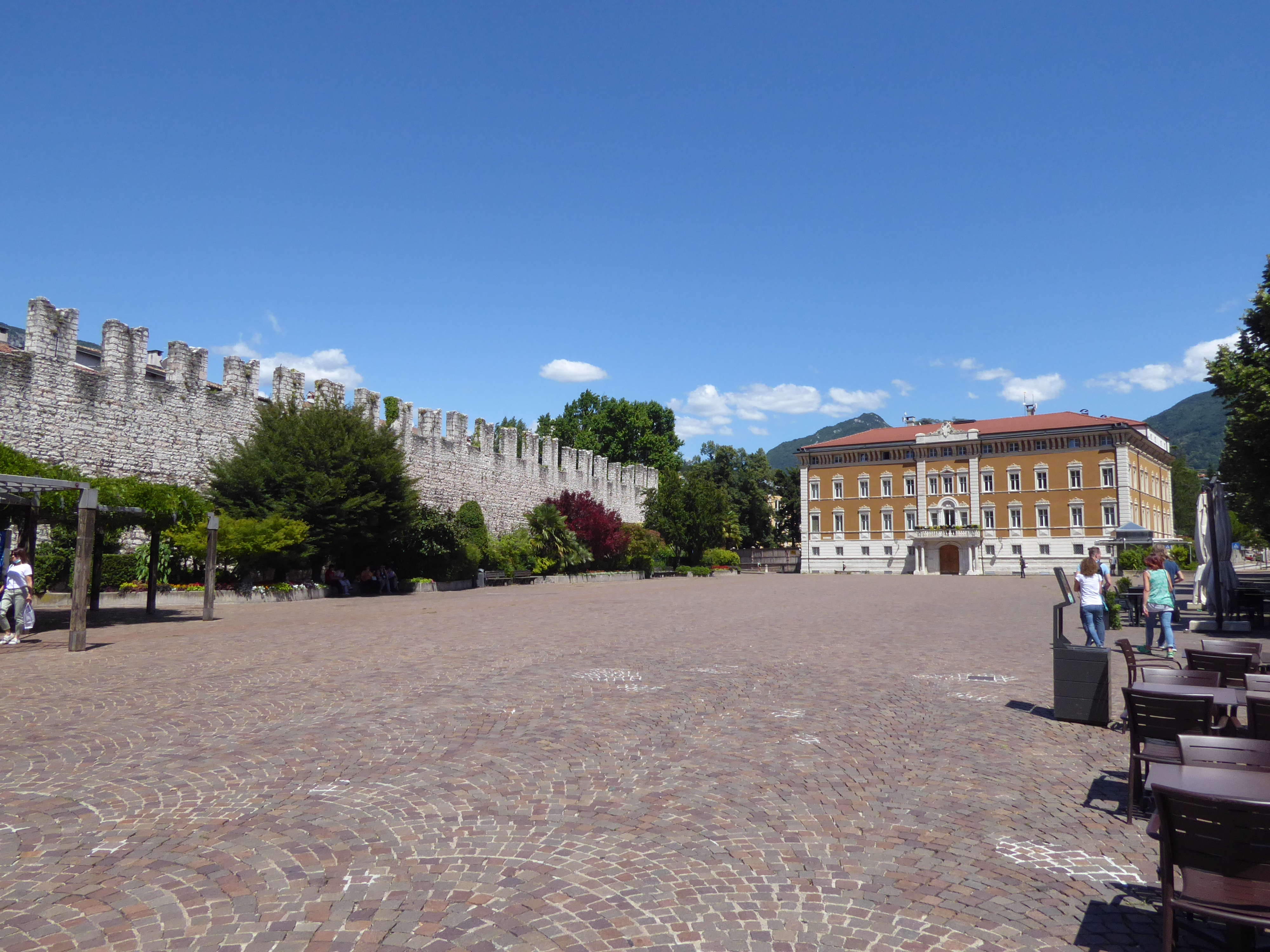
Mur de la ville et palais de l'archevêque sur la place Fiera.

## Personnalités liées à Trente
- Simon de Trente (1475) - enfant dont l'assassinat donne lieu à un procès contre les Juifs et une vénération jusqu'en 1965
- Antonio da Trento (première moitié du XVIe siècle) - peintre et graveur
- Nunzio Galizia (v.1540-v.1610) - peintre
- Matthias Gallas (1584-1647) - militaire
- Martino Martini (1614-1661) - Jésuite, cartographe et géographe de la Chine impériale
- Andrea Pozzo (1642-1709) - frère jésuite, peintre
- Francesco Felice Alberti di Enno (1701–1762) – prince-évêque de Trente de 1758 à 1762
- Conte Benedetto Giovanelli (1775-1846) - historien et homme politique
- Antonio Mazzetti (1784-1841) - magistrat et homme de lettres
- Antonio Rosmini (1797-1855) - prêtre et philosophe
- Alois Negrelli (it. Luigi Negrelli) (1799-1858) - ingénieur
- Filippo Serafini (1831-1897) - avocat et sénateur du royaume d'Italie
- Paolo Oss Mazzurana (1833-1895) - industriel et homme politique
- Brugnara Louis (1845-1909) - avocat et homme politique
- Giacomo Bresadola  (1847-1929) - mycologue et botaniste
- Silvio Dorigoni (1847-1900) - alpiniste et homme politique
- Ilario Carposio (1852-1921) - photographe
- Giovanni Peterlongo  (1856-1941) - homme politique et espérantophone
- Giovanni Segantini (1858-1899) - peintre
- Vittorio Zippel (1860-1937) - homme politique
- Enrico Conci (1866-1960) - homme politique
- Guido Larcher (1867-1959) - homme politique
- Cesare Battisti (1875-1916) - journaliste socialiste et Irrédentisme italien
- Giuseppe Placido Nicolini, évêque d'Assise et abbé de l'abbaye territoriale de la Très-Sainte-Trinité de Cava de' Tirenni
- Ida Dalser (1880-1937) - compagne de Benito Mussolini
- Alcide De Gasperi (1881-1954) - homme politique considéré comme l'un des Pères de l'Europe
- Fabio Filzi (it) (1884-1916) - avocat et irrédentiste italien
- Eduard Reut-Nicolussi (1888-1958) - avocat et homme politique
- Italo Lunelli (it) (1891-1960) - irrédentiste, écrivain et homme politique
- Ferruccio Stefenelli (1898-1980) - irrédentiste, militaire et diplomate
- Gigino Battisti (1901-1946) - homme politique
- Antonio Pedrotti (1901-1975) - compositeur et chef d'orchestre
- Giannantonio Manci (1901-1944) - entrepreneur, anti-fasciste, partisan, héros de la Résistance italienne
- Tullio Odorizzi (1903-1991) - avocat et homme politique
- Laurence Feininger (1909-1976) - musicologue allemand
- Stefano Bonfanti (1910-2005) - écrivain
- Flaminio Piccoli (1915-2000) - journaliste et homme politique
- Ginetta Calliari (1918-2001) - initiatrice du Mouvement des Focolari au Brésil
- Chiara Lubich (1920-2008) - fondatrice et présidente du Mouvement des Focolari
- Aldo Bertoluzza (1920-2007) - historien
- Franco Bertoldi (1920-2005) - professeur, journaliste, spécialiste de la pédagogie et de la didactique
- Giannantonio Prinetti Castelletti (1922-1944) - militaire et partisan
- Anna Proclemer (1923-2013) - actrice
- Mariano Fracalossi (1923-2004) - peintre
- Bruno Kessler (1924-1991) - avocat et homme politique
- Beniamino Andreatta (1928-2007) - économiste et homme politique
- Claudio Donati (1950-2008) - historien
- Francesco Moser (1951) - coureur cycliste
- Lillo Gullo (1952) - journaliste de télévision, poète et écrivain
- Franco Mezzena (1953) - violoniste et chef d'orchestre
- Maria Concetta Mattei (1957) - journaliste
- Francesca Neri (1964) - actrice
- Renato Travaglia (1965) - pilote de rallye
- Agostino Carollo alias Spankox (1966) - compositeur, chanteur, producteur, artiste et DJ
- Roberto Sighel (1967) - patineur
- Lorenzo Bernardi (1968), joueur de volley-ball
- Stefano Cagol (1969) - artiste contemporain
- Mariano Piccoli (1970) - coureur cycliste
- Gilberto Simoni (1971) - coureur cycliste
- Adriana Volpe (1973) - mannequin, actrice et animatrice de télévision
- Daniele Groff (1973) - compositeur
- Alessia Merz (1974) - actrice et mannequin
- Francesca Mazzalai (1976) - mannequin, animatrice de télévision et actrice
- Thomas Degasperi (1981) - skieur nautique
- Matteo Anesi (1984) - patineur de vitesse
- Alessandro Bonetti (en) (1985) - pilote automobile
- Francesca Dallapè (1986) - plongeuse
- Claudia Andreatti (1987) - Miss Italie 2006, et speakerine
- Valentin Lucchini (2021) - Mister Trente 2021
- Cesare Maestri (1929-2021) - alpiniste italien

## Jumelages
- Arrondissement de Charlottenburg-Wilmersdorf (Allemagne) depuis 1966
- Saint-Sébastien (Espagne) depuis 1987
- Kempten (Allemagne) depuis 1987
- Resistencia (Argentine) depuis 2002
- Prague (Tchéquie) depuis 2002
- Bardolino (Italie) depuis 2009
- Chieti (Italie) depuis 2011
- Vladimir (Russie)